# Spacex Red Dragon (rymdskepp)
Spacex Red Dragon (röda draken) är en rymdkapsel som utvecklas av det privatägda företaget Spacex. Kapseln som ska landa på Mars kallas Dragon V2.
Dragon V2 är designad för att landa var som helst i solsystemet. Red Dragons marsuppdrag blir den första testflygningen.
Red Dragon var ett koncept för 2011-2017 för att använda en obemandad Spacex Dragon 2-kapsel för billiga Mars lander-uppdrag som ska skickas upp med Falcon Heavy raketer.
Det främsta målet för det ursprungliga Red Dragon-uppdraget var att testa tekniker och teknik för att komma in i den martianska atmosfären med utrustning som en mänsklig besättning kunde tänka sig. Serien av Mars-uppdrag skulle vara tekniskt sökande för den mycket större Spacex Mars-koloniseringsarkitekturen som meddelades i september 2016. En ytterligare föreslagen användning för ett uppdrag krävde att en prov-return-uppdrag då kräves att en Mars Rover skulle levereras till Mars-ytan.
Programmet var tänkt under 2011 som ett potentiellt NASA Discovery-uppdrag som startade redan 2022 och utvecklades under flera år när det inte fick finansiering för Discovery Mission-programcykeln 2013-2015. I april 2016 meddelade Spacex att de hade undertecknat ett oförbundet rymdlagsavtal med NASA, som tillhandahöll tekniskt stöd, för en lansering inte tidigare än 2018. I februari 2017 noterade Spacex att detta uppskjutningsdatum försenades senast 2020. I juli 2017 Elon Musk tillkännagav att utvecklingen skulle stoppas och resurser omdirigeras till större rymdskepp.